# Dimitar Mitov
Dimitar Mitov (Montana, 22 de enero de 1997) es un futbolista búlgaro que juega en la demarcación de portero para el Aberdeen F. C. de la Scottish Premiership.

## Selección nacional
Hizo su debut con la selección de fútbol de Bulgaria el 7 de septiembre de 2023 en un partido amistoso contra Irán que finalizó con un resultado de 0-1 a favor del combinado iraní tras el gol de Mohammad Mohebi.

## Clubes
| Club                         | País       | Año       | Partidos | Goles |
| ---------------------------- | ---------- | --------- | -------- | ----- |
| Charlton Athletic F. C.      | Inglaterra | 2014-2015 | 0        | 0     |
| Canvey Island F. C. (cedido) | Inglaterra | 2015      | 1        | 0     |
| Charlton Athletic F. C.      | Inglaterra | 2015-2017 | 0        | 0     |
| Cambridge United F. C.       | Inglaterra | 2017-2023 | 165      | 0     |
| St. Johnstone F. C.          | Escocia    | 2023-2024 | 41       | 0     |
| Aberdeen F. C.               | Escocia    | 2024-     | 33       | 0     |

## Palmarés

### Títulos nacionales
| Título          | Club           | País    | Año  |
| --------------- | -------------- | ------- | ---- |
| Copa de Escocia | Aberdeen F. C. | Escocia | 2025 |